# 溫朗東
溫朗東（1983年12月24日—），台灣政治評論家，曾任自由台灣黨政策部主任、《udn鳴人堂》專欄作者、《udn相對論》執行編輯。

## 生平
溫朗東出生於香港。1991年移居台灣，就讀道明高中時，即展現辯論的天賦，參與校內辯論社，與林倫是辯論隊友。大學進入東吳大學法律系就讀，並加入該校辯論社團「正言社」。大學期間，累積不少辯論相關獎項冠軍。2006年，曾赴中國比賽，奪下兩岸盃冠軍。
溫朗東2016年公開與厭世姬交往關係；2019年，厭世姬出櫃並透漏兩人已分手。
「透過自身慘痛租房經驗，破解韓國瑜假庶民人設」：2019年11月，溫朗東在政論節目分享求學和就業後的生活實況。根據他的自述，北上租房而居，前後10幾年，住過頂樓加蓋，冬天特別冷，夏天特別熱，好不容易遇到環境不錯的，又有老鼠把書咬爛。出門最怕碰到下雨，因為最好的雨衣也難以完全阻擋，所以對台北的印象很差。直到因工作機會偶然住到信義區的旅館，才發現台北的街道這麼的寬敞，看出去視野是如此的整齊。韓國瑜這樣真正的有錢人，不用受到一般民眾存頭期款的苦，輕鬆買豪宅，卻假裝自己懂，騙那些真正的庶民。
2025年6月29日，正值立法委員罷免案前夕，溫朗東針對賴清德總統的「團結國家十講」提出諍言。他認為總統作為國家元首，應專注政策推動與資源整合，而非親自下場對抗立法機關，「以上剋下」的態勢，在輿論觀感上並不討好，如同徐巧芯、王鴻薇以民意代表身分對抗公民，是兩人吃虧，賴總統站在第一線面對藍委及親中媒體，同樣吃虧。
建議賴清德總統應回歸本位角色，整合資源與協助公民團體宣傳，如果「團結十講」仍要繼續進行，應轉向聚焦在具體內政，提供清晰的執政願景與成果，罷免投票在即，並非理念溝通的良機。

## 主持

### 網路節目
| 頻道   | 節目名         | 備註 |
| 定傳媒 | 《國會特偵組》 | 代班 |
| 定傳媒 | 《打假火箭炮》 |      |

## 爭議
2018年，溫朗東遭批踢踢八卦版爆料曾赴新竹買春不付錢；2021年7月，溫朗東因發表台北市環南市場自治會長林勝東被台北市長柯文哲收買，買春不付錢再次被批踢踢洗版；7月8日溫朗東對買春事件做出澄清，買春事件發生於2010年間，自己大學延畢時，在新竹參與辯論活動後與友人至當地三溫暖消費。後來因升級消費、身上帶的現金不足，而在一人前往領錢，溫朗東待在店家，待順利付清後離去。

## 外部連結
- 溫朗東的Facebook專頁